# Uralla Shire
Koordinaten: 30° 34′ S, 151° 24′ O

Uralla Shire ist ein lokales Verwaltungsgebiet (LGA) im australischen Bundesstaat New South Wales. Das Gebiet ist 3.226,533 km² groß und hat etwa 6.000 Einwohner.
Uralla liegt im Nordosten des Staates etwa 510 km nördlich der Metropole Sydney und 490 km südlich von Brisbane. Das Gebiet umfasst 25 Ortsteile und Ortschaften: Abington, Arding, Bakers Creek, Balala, Camerons Creek, Gostwyck, Invergowrie, Kentucky South, Kingstown, Mihi, Rocky River, Salisbury Plains, Saumarez, Saumarez Ponds, Torryburn, Uralla und Yarrowyck sowie Teile von Boorolong, Briarbrook, Bundarra, Dangarsleigh, Dumaresq, Kellys Plains, Kentucky und Wollun. Der Sitz des Shire Councils befindet sich in der Stadt Uralla in der Südosthälfte der LGA, wo etwa 2.400 Einwohner leben.

## Verwaltung
Der Uralla Shire Council hat neun Mitglieder. Acht Councillor werden von den Bewohnern der Wards gewählt (je vier aus den Wards A und B). Diese beiden Bezirke sind unabhängig von den Ortschaften festgelegt. Der Mayor (Bürgermeister) und Vorsitzende des Councils wird von allen Bewohnern des Shires gewählt.
Bis 2012 gab es noch drei Wards, die je drei Councillor stellten. Der Mayor wurde aus dem Kreis der gewählten Mitglieder bestimmt.